# العيون (المدينة المنورة)
حي العيون، من أحياء المدينة المنورة، يقع شمال الحرم النبوي بالقرب من حي المستراح. سمي بحي العيون نسبة إلى الطريق الذي يقع عليه، وهو طريق العيون الذي يتصل بالطريق الدائري الثاني. ويتقسم حي العيون إلى عدة أحياء منها: حي النصر، حي الراية وغيرها. يغلب على حي النصر الطابع الأثري القديم، حيث تكثر به المحلات التجارية المتلاصقة ببعضها البعض لضيق الشوارع وكثرة الأزقة ويشتهر أيضا بكثرة ملاعب كرة القدم وكثرة اللاعبين الجيدين حيث قام كثير منهم بالاحتراف خارج المملكة وداخلها.